# Суленчински окръг
Суленчински (на полски: Powiat sulęciński) е окръг в Западна Полша, Любушко войводство. Заема площ от 1177,80 км2. Административен център е град Суленчин.

## География
Окръгът обхваща територии от историческите области Любушка земя, Долна Силезия и Великополша. Разположен е в северната част на войводството.

## Население
Населението на окръга възлиза на 35 924 души (2012 г.). Гъстотата е 31 души/км2.

## Административно деление
Административно окръгът е разделен на 5 общини.
Градско-селски общини:
- Община Любневице
- Община Суленчин
- Община Тожим

Селски общини:
- Община Кшешице
- Община Слонск

## Галерия
- Любневице
- Суленчин
- Тожим